# Imabari 8000
Der Typ Imabari 8000 ist ein Standard-Containerschiff des japanischen Schiffbaukonzerns Imabari Shipbuilding.

## Einzelheiten
Die Postpanmax-Schiffe der Imabari-8000-Baureihe wurden von 2008 bis 2013 bei der zur Imabari-Gruppe zählenden Koyo Dockyard Company in Mihara gebaut und an unterschiedliche Auftraggeber abgeliefert. Die MOL C-Klasse der japanischen Reederei Mitsui O.S.K. Lines bestand zum Teil aus Schiffen des Typs.
Die Schiffe sind für den Transport gefährlicher Ladung eingerichtet und besitzen abhängig von der Bauvariante eine Containerstellplatzkapazität von rund 8100 TEU. Bei einer homogenen Beladung mit 14 Tonnen schweren Containern liegt die Kapazität etwas darunter. Variantenabhängig stehen etwa 630 Anschlüsse für Kühlcontainer zur Verfügung. Alle Schiffe besitzen dreiviertel achtern angeordnete Aufbauten und verfügen über mit Cellguides ausgerüstete Laderäume deren Luken mit Pontonlukendeckeln verschlossen werden.
Der Schiffsantrieb besteht aus einem bei Mitsui in Lizenz gebauten Zweitakt-Dieselmotor des Typs Sulzer 11RTflex96C, der direkt auf den Festpropeller wirkt. Die Nennleistung von 64.100 kW bei der Nenndrehzahl von 97/min ermöglicht eine Geschwindigkeit von bis zu 24,5 Knoten. Die An- und Ablegemanöver werden durch ein Bugstrahlruder unterstützt.
Es wurden fünf Dieselgeneratoren mit einer Gesamtleistung von 12.650 kW installiert. Sie dienen zur Stromversorgung für die Beleuchtung, die Hilfsmaschinen und die Kühlcontainer. Der Hilfskessel zur Dampferzeugung mit dem Nenndruck von 10 bar und eine Kapazität von rund 29 t/h wird neben der Wohnraumheizung und Warmwasserversorgung vorwiegend zur Beheizung der Brennstofftanks, bei der Brennstoffreinigung und zur Brennstoffendvorwärmung benötigt. Die Brennstofftanks haben insgesamt eine Kapazität von 8.530 m³ Schweröl und die Trinkwassertanks fassen rund 500 m³.

## Die Schiffe (Auswahl)
| Imabari 8000   | Imabari 8000       | Imabari 8000 | Imabari 8000    | Imabari 8000 | Imabari 8000                                                |
| Bauname        | Bauwerft/Baunummer | IMO-Nummer   | Ablieferung     | Auftraggeber | Umbenennungen und Verbleib                                  |
| -------------- | ------------------ | ------------ | --------------- | ------------ | ----------------------------------------------------------- |
| MOL Cosmos     | Imabari/2261       | 9388340      | 20. Juli 2008   | -            | ONE Cosmos (2018) → so in Fahrt                             |
| APL Finland    | Imabari/2262       | 9388352      | 17. August 2008 | -            | MOL Continuity (2012) → ONE Continuity (2018) → so in Fahrt |
| APL Latvia     | Imabari/2386       | 9532800      | 4. Februar 2013 | -            | Da Yu Wei Lan (2018) → ANL Gippsland (2018) → so in Fahrt   |
| APL Antwerp    | Imabari/2387       | 9532795      | 17. Mai 2013    | -            | so in Fahrt                                                 |
| Daten: Equasis |                    |              |                 |              |                                                             |